# Hundstein (Salzburger Schieferalpen)
Der Hundstein, auch Hoher Hundstein, ist ein 2117 m ü. A. hoher Berg bei Zell am See im Pinzgau (Bundesland Salzburg). Er ist die höchste Erhebung innerhalb der Salzburger Schieferalpen und gehört zur Untergruppe der Dientener Berge.

## Lage und Landschaft
Das Massiv des Hundsteins liegt östlich des Zeller Sees und gegenüber dem Ausgang des Fuscher Tals (mit der Großglockner-Hochalpenstraße) in das Salzachtal.
Als Berggruppe nimmt der Hundstein mit seinen Nachbargipfeln Hochkasern (2017 m), Schwalbenwand (2011 m) und Gschwandtnerberg (1612 m) die gesamte Westhälfte der Dientener Berge (Grasberge) ein. Die Umgrenzung bilden das Zeller Becken zu den Kitzbüheler Alpen – die Urslau mit dem Hauptort Maria Alm zu den Berchtesgadener Alpen – der Filzensattel und das Dientenertal (Dienten) zu den restlichen Grasbergen – und das Salzachtal mit Taxenbach und Bruck an der Großglocknerstraße zu den Hohen Tauern.
Der Hauptgipfel selbst befindet sich auf der Gemeindegrenze von Bruck und Maria Alm. Das Statzerhaus steht in Maria Alm, der südliche Zubau wiederum in Bruck.

## Gelände und Erschließung

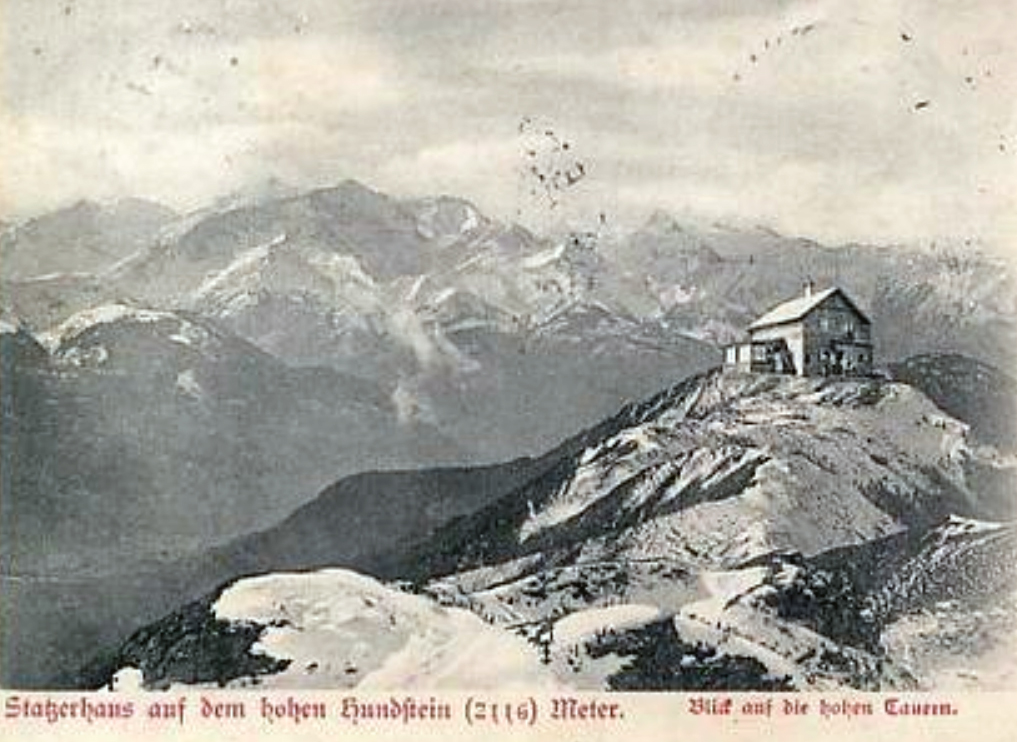
Postkarte von vor 1905: Der Gipfel mit dem Statzerhaus. Im Hintergrund die Hohen Tauern

Die Erschließung des Hundsteins begann bereits Ende des 19. Jahrhunderts. Nachdem 1889 die Sektion Alm des Österreichischen Touristenklubs von Johann Moßhammer, einem Schmiedemeister und begeisterten Alpinisten aus Maria Alm, gegründet worden war, begann man mit der Errichtung von Weg- und Steiganlagen. 1897 wurde das Statzerhaus auf dem Gipfel des Hundsteins errichtet, welches jedoch bereits 1898 einer Brandstiftung zum Opfer fiel und noch im selben Jahr wieder aufgebaut wurde. Bis heute besteht das Statzerhaus als bewirtschaftete Schutzhütte des Österreichischen Touristenklubs. Es ist ein vielbesuchter Stützpunkt mehrerer Weitwanderwege, etwa des Zentralalpenwegs, der Rupertiwegs und des Arnowegs.
Sowohl der Gipfel des Hundsteins mit dem Panorama über die umliegende Bergwelt, als auch der östlich gelegene Hundsteinsee (1891 m) sind in der schneefreien Jahreszeit ein stark frequentiertes Wander- und Mountainbikeziel, im Winter ist der Berg ein Skitourengebiet.
Vom Gipfel gehen sternförmig mehrere, für die Schieferalpen typische, ebene bis sanft fallende Gebirgskämme aus:
- über Schönwieskopf (1994 m) zur Schwalbenwand Richtung Nordwesten nach Maria Alm oder Maishofen[3]
- zum Langegg (1899 m) Richtung Norden nach Sonnberg bei Maria Alm
- zum Hahneckkogel (1857 m) Richtung Südwesten nach Thumersbach oder Bruck
- zur Pfarrachhöhe (1922 m) und Gschwandtnerberg Richtung Südosten nach Taxenbach
- zum Hochkasern Richtung Osten (Hauptkamm der Dientner Berge) nach Dienten am Hochkönig

Da auf diesen Kämmen, die sich knapp oberhalb der Waldgrenze ziehen, Wanderwege verlaufen, ist der Hundstein von allen Seiten ohne Schwierigkeiten erreichbar. Mit den Liften des Skigebiets Aberg in Maria Alm kann der Anstieg verkürzt werden.

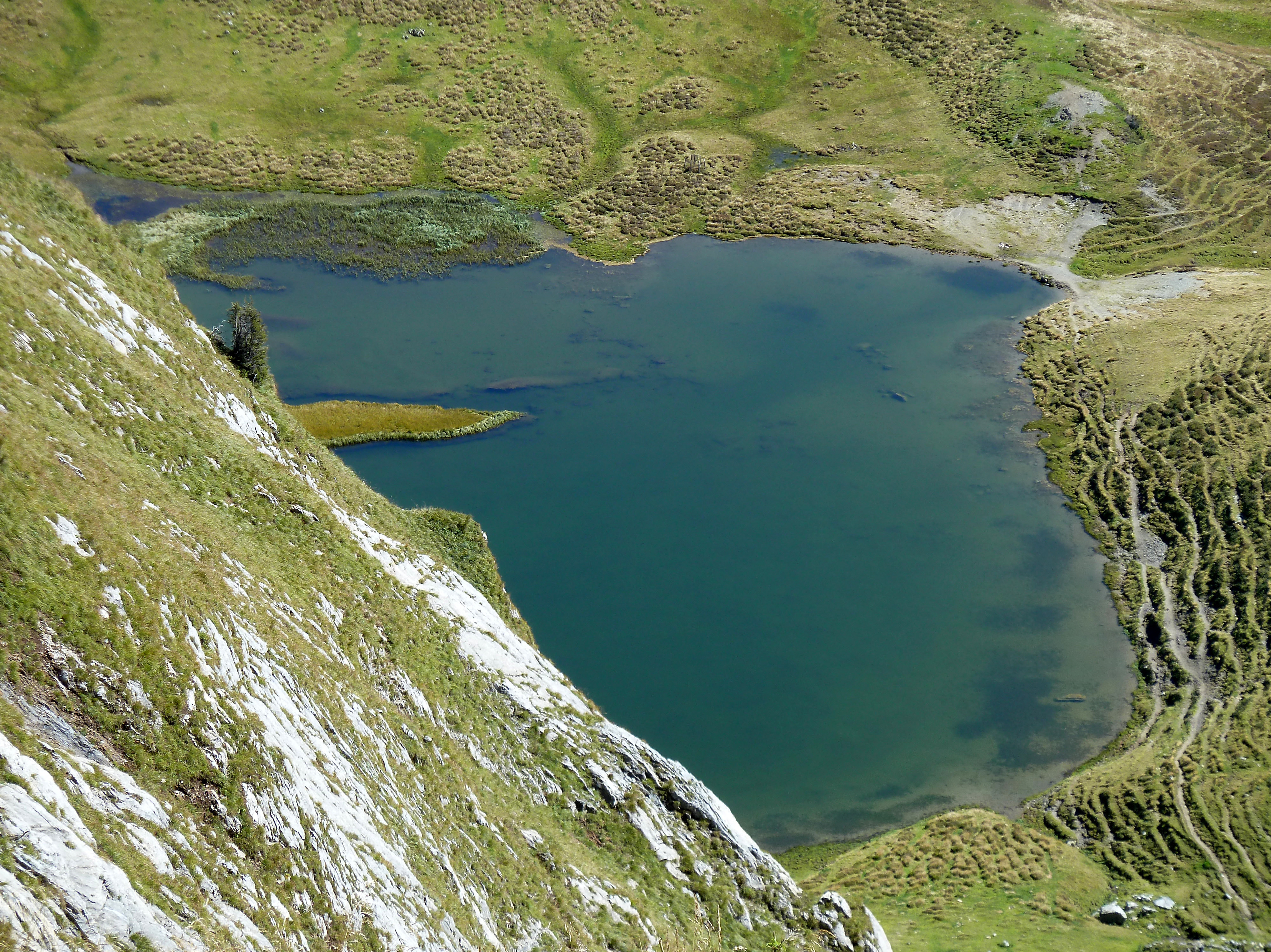
Hundsteinsee

## Hundstein-Ranggeln (Jakobiranggeln)
Auf dem Hundstein findet jedes Jahr zu Jakobi das Hundstoaranggeln, auch Jakobiranggeln, statt, ein regional prestigeträchtiger Ringkampf (Ranggeln), dessen Sieger den Titel Hagmoar (gesprochen „Hogmohr“, ‚Hag-Meier‘, ein altes Amt des Richters in Grenzstreitigkeiten) erhält.
Seit 2010 gehört das Jakobiranggeln zum immateriellen Welterbe, wie es die UNESCO deklariert, und steht damit auf der Liste der nationalen Kulturgüter.

## Verschiedenes
Eine Straße  in der Siedlung Daheim im Ortsteil Berlin-Mariendorf trägt den Namen Hundsteinweg.